# 齐姆良斯克水库
齐姆良斯克水库位于俄罗斯罗斯托夫州和伏尔加格勒州境内的顿河上，建于1952年，是俄罗斯最大的水库之一。